# PRB (2006)
Pour les articles homonymes, voir PRB et PRB (IMOCA).
PRB, quatrième du nom, est un monocoque conçu pour la course au large, il fait partie de la classe 60 pieds IMOCA. Il est le quatrième de la série des IMOCA PRB. Mis à l'eau en 2006 pour Vincent Riou, il porte ensuite la couleur noire du groupe industriel Akena Vérandas et est skippé par Arnaud Boissières de 2009 à 2014. Le voilier est alors vendu à Tanguy de Lamotte et porte les couleurs d'Initiatives Cœur, 2e du nom. Par la suite, le bateau porte les couleurs de Bastide-Otio, Maître CoQ III, Fortil, Kostum-Lantana Paysage, Fives-Lantana Environnement et Fives Group-Lantana Environnement.

## Historique
Le quatrième PRB est conçu par l'architecte néo-zélandais Bruce Farr et construit par le chantier CDK Technologies à La Forêt-Fouesnant, en France. Il a été mis à l’eau en septembre 2006 et son port d’attache est Les Sables-d'Olonne.
Skippé par Vincent Riou, vainqueur du Vendée Globe 2004, PRB a remporté en 2007 la Calais Round Britain Race ainsi que le Fastnet Race disputé en double avec Sébastien Josse. Engagé sur la Barcelona World Race, course autour du monde en double, PRB a démâté à proximité du cap de Bonne-Espérance le 9 décembre 2007.

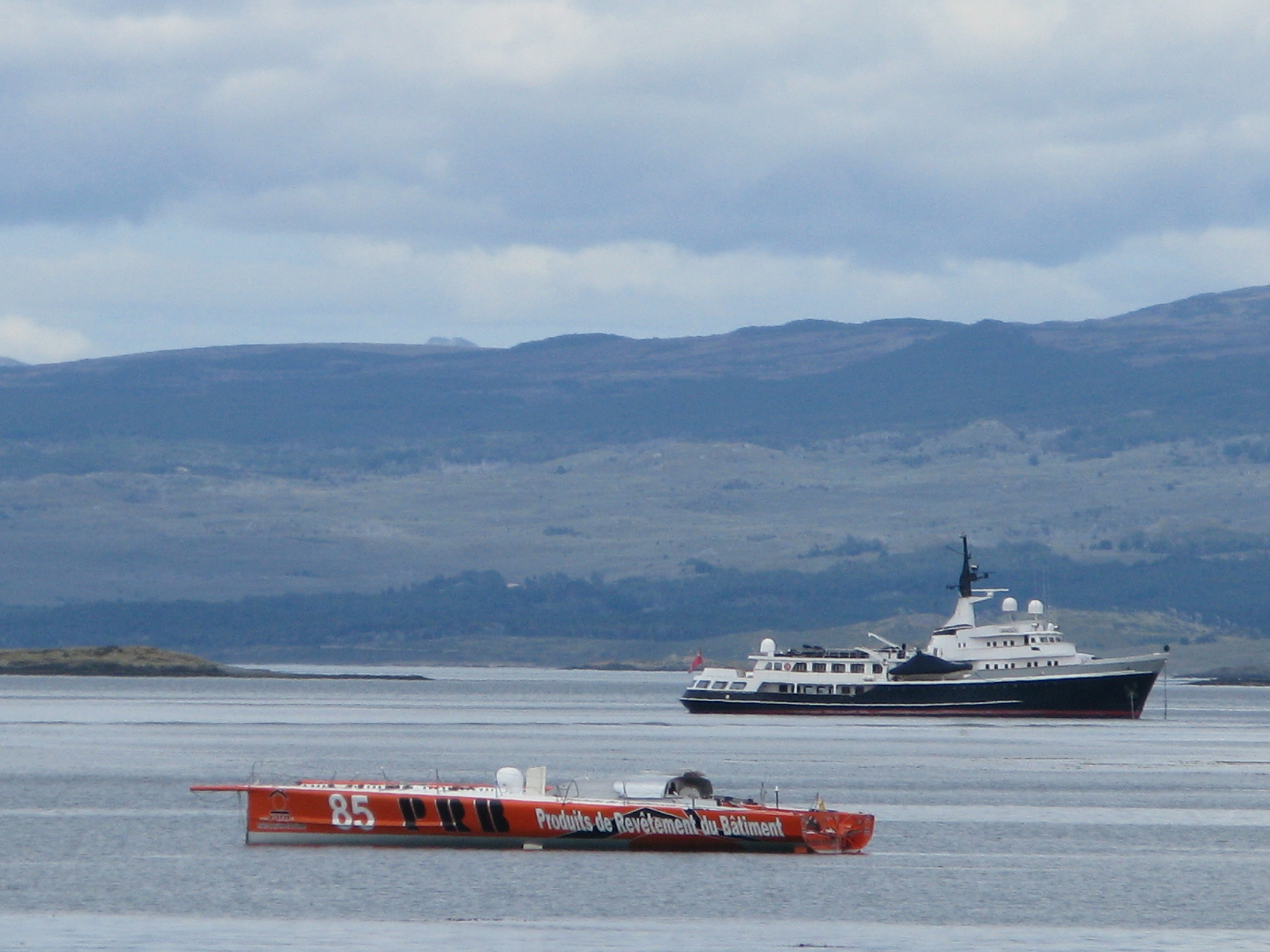
PRB au mouillage dans la baie d'Ushuaïa après son démâtage lors du Vendée Globe 2008.

Vincent Riou participe au Vendée Globe 2008-2009 à bord du voilier PRB. Le 6 janvier 2009, au 57e jour de course, au large des côtes chiliennes, alors qu'il occupe la quatrième place de la course, il se déroute pour porter secours à Jean Le Cam qui a chaviré quelques heures plus tôt et le récupère à son bord,. Lors de la manœuvre de sauvetage, il casse un outrigger et malgré une réparation de fortune démâte 24 heures plus tard, peu après le passage du cap Horn. Il abandonne mais il finit officiellement classé troisième ex æquo, son abandon étant la conséquence de son assistance à Jean Le Cam et recevra la dotation associée à ce classement. PRB est rapatrié d'Ushuaïa en cargo jusqu'à son port d'attache. Il est alors rénové en profondeur : les moustaches (clins sur l'étrave qu'il partageait avec d'autres plans Farr comme Delta Dore (devenu Bureau Vallée), Paprec-Virbac 2, BT (devenu Hugo Boss)) sont notamment retirées.

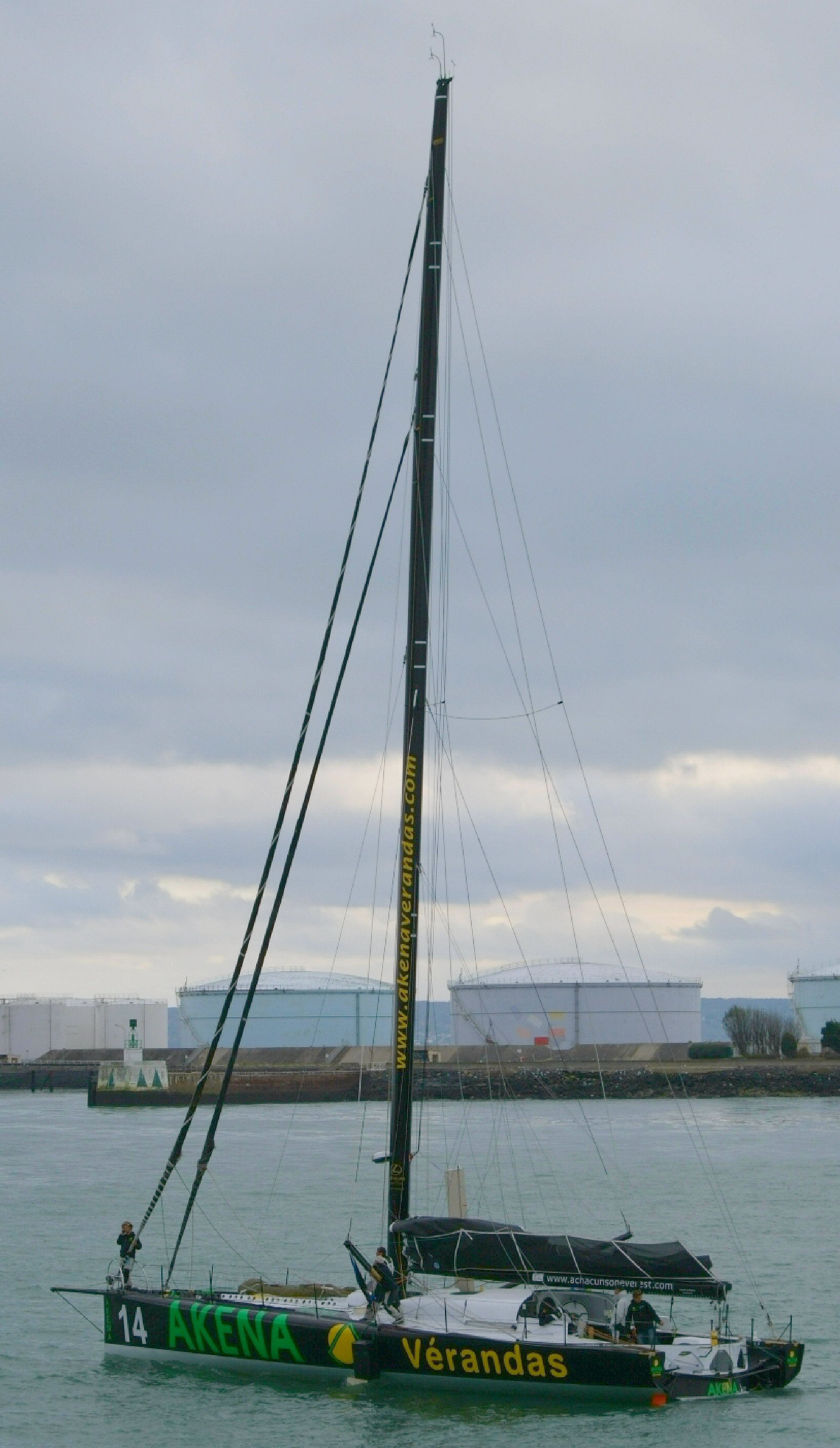
Akena Vérandas après le prologue de la Transat Jacques-Vabre 2011.

PRB est vendu à Arnaud Boissières et Akéna Vérandas. Boissières court la Transat Jacques-Vabre 2009 en double avec Vincent Riou et termine à la septième place. En solitaire dans la Route du Rhum 2010, il obtient encore la septième place. Le 4 novembre 2011 le bateau démâte à environ 270 milles de la côte bretonne lors de la Transat Jacques-Vabre 2011. Arnaud Boissières participe ensuite sur Akéna Vérandas au Vendée Globe 2012-2013 qu'il termine à la huitième place.
En 2014, les sponsors de Tanguy de Lamotte acquièrent Akéna Vérandas pour le compte d'Initiatives-Cœur. Le bateau entre alors en chantier. Son étrave est en particulier totalement refaite et devient plus volumineuse, ce qui augmente la puissance du 60 pieds qui termine à la 7e place de la Route du Rhum 2014, puis 5e de la Transat Jacques-Vabre 2015 co-skippé par Samantha Davies, et 6e de la Transat New York-Vendée. Tanguy de Lamotte prend ensuite le départ du Vendée Globe 2016-2017, mais doit abandonner à la suite d'une rupture de la tête de mât.
Yannick Bestaven rachète le bateau en mars 2017 en vue de participer au Vendée Globe 2020. Le skipper disputera la Transat Jacques-Vabre 2017 en double avec Kito de Pavant sous les couleurs de Bastide-Otio.
Yannick Bestaven prend le départ de la Route du Rhum 2018 sous les couleurs de Maître CoQ (Maître CoQ III) mais doit abandonner à la suite de diverses avaries techniques.
Clément Giraud en prend possession en 2019. Le 21 octobre, à quelques jours du départ de la Transat Jacques-Vabre, un incendie se déclare à l'intérieur du bateau. À la suite de ce sinistre, lui et son coéquipier Rémi Beauvais sont contraints à l'abandon. Un mois et demi plus tard, son sponsor, Fortil, se désengage, probablement à cause du chantier trop coûteux pour remettre le voilier en état.
Le bateau est repris en 2020 par Louis Duc qui entreprend de le rénover pour participer au Vendée Globe 2024-2025. Le 26 août 2021, après 10 mois de travaux, l’IMOCA Kostum – Lantana Paysage est mis à l'eau. Il est aligné en compétition lors de la Transat Jacques-Vabre 2021. Après la Route du Rhum 2022, le voilier perd du poids avec reprise des ballasts, lors d'un nouveau passage en chantier à Caen, avec une remise à l'eau en avril 2023.

## Palmarès

### 2006-2009:PRB– Vincent Riou
- 2007
  - Vainqueur de la Calais Round Britain Race
  - Vainqueur de la Fastnet Race, disputée en double avec Sébastien Josse
  - Abandon dans la Barcelona World Race, course autour du monde en double avec Sébastien Josse (démâtage)

- 2009
  - 3e ex æquo du Vendée Globe

### 2009-2014:Akena Vérandas– Arnaud Boissières
- 2009

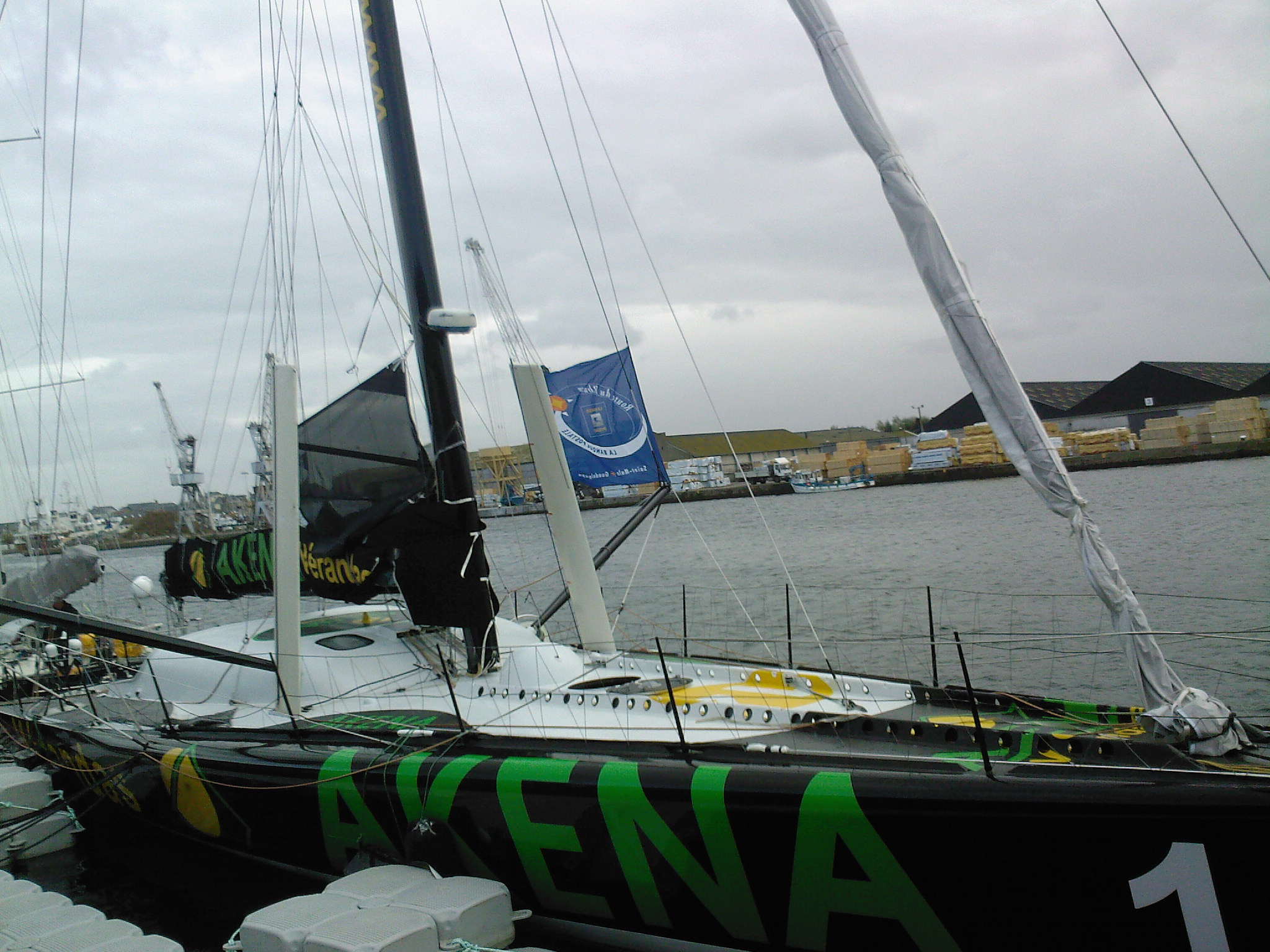
Akena Vérandas au départ de la Route du Rhum 2010 Quay Duguay-Trouin à Saint-Malo

  - 7e de la Transat Jacques-Vabre, disputée en double avec Vincent Riou.

- 2010
  - 7e de la Route du Rhum

- 2011
  - Abandon dans la Transat Jacques-Vabre.

- 2012
  - 8e du Vendée Globe

### 2014-2017:Initiatives-Cœur– Tanguy de Lamotte
- 2014
  - 7e de la Route du Rhum

- 2015

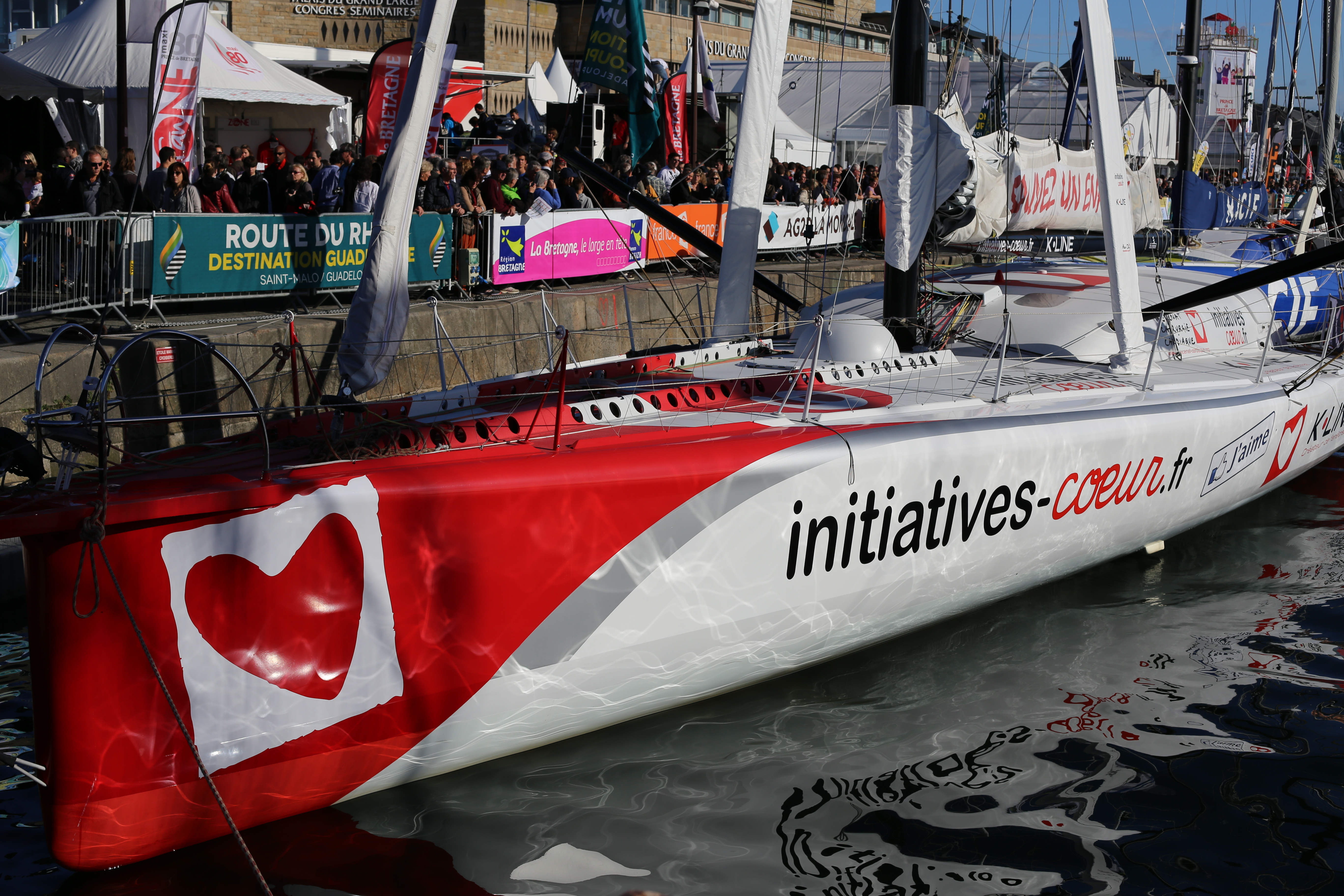
Initiatives-Cœur au départ de la Route du Rhum 2014.

  - 5e de la Transat Jacques-Vabre en double avec Samantha Davies

- 2016
  - 6e de la Transat New York-Vendée
  - Abandon dans le Vendée Globe

### 2017:Bastide-Otio– Kito de Pavant et Yannick Bestaven
5e de la Transat Jacques-Vabre 2017

### 2018:Maître CoQ III– Yannick Bestaven
Abandon dans la Route du Rhum 2018

### 2020-2021:Kostum-Lantana Paysage– Louis Duc
14e de la Transat Jacques-Vabre 2021 en double avec Marie Tabarly.

### Depuis 2022:Fives-Lantana Environnement- Louis Duc
- 2022 :

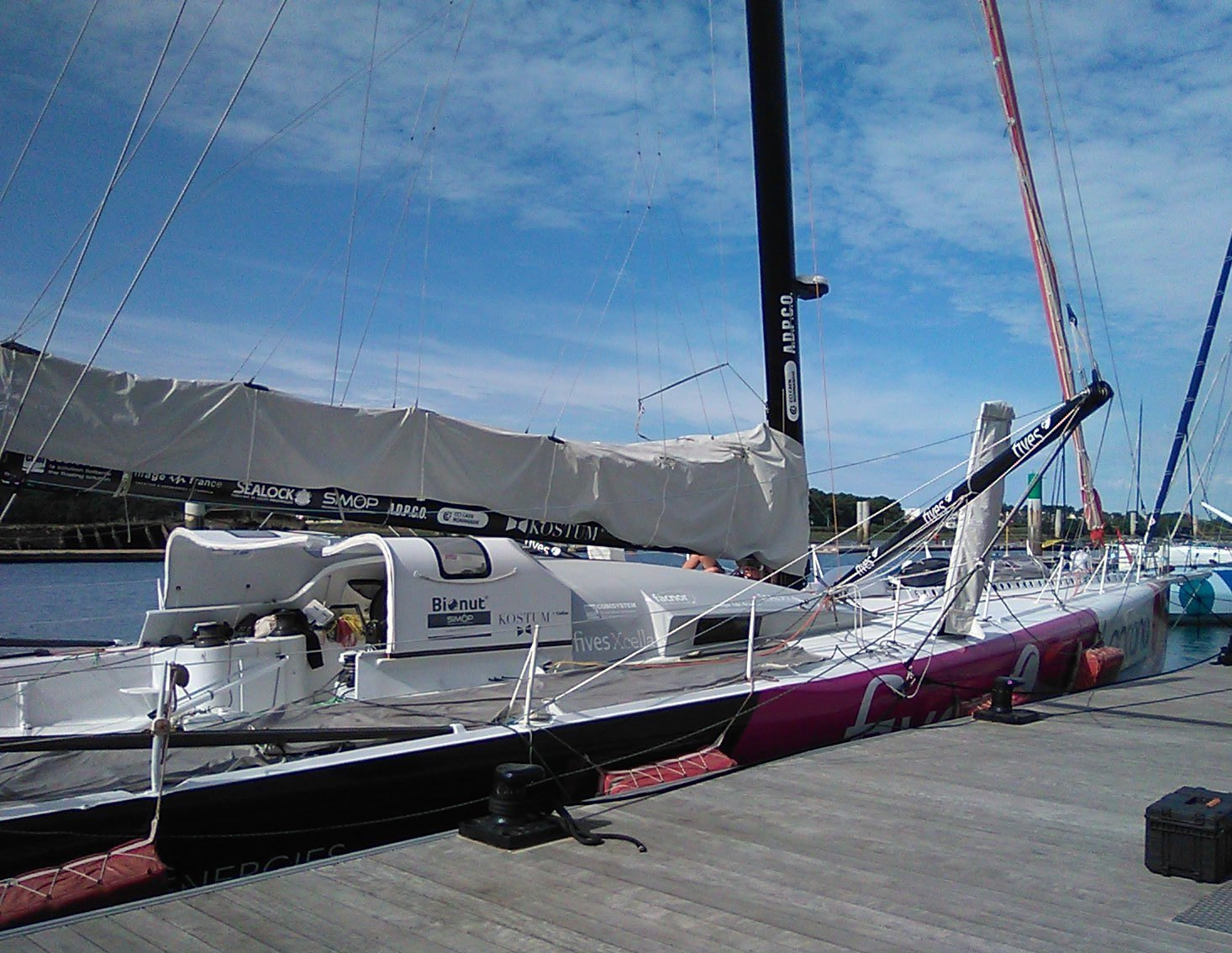
Fives-Lantana Environnement au Défi Azimut 2022.

  - 8e de la Vendée-Arctique-Les Sables-d'Olonne[14]
  - 15e du Défit Azimut - Lorient Agglomération
  - 27e de la Route du Rhum
- 2023 :
  - 22e de la Rolex Fastnet Race
  - 23e du Défit Azimut - Lorient Agglomération
  - 14e de la Transat Jacques-Vabre avec Rémi Aubrun (2e IMOCA à dérive)[15]
  - 22e du Retour à la base
- 2025 :
  - 26e du Vendée Globe[16]